# Stig Pedersen
Stig Pedersen (født 18. maj 1965 på Amager) er bassist og sanger og spiller i rockbandene D-A-D. Han er kendt for at spille på specialbyggede venstrehåndsbasser samt sine excentriske scenekostumer.

## Karriere
Før han startede D-A-D spillede han i punkbandet ADS, som han blev smidt ud fra. Derefter ønskede han at starte et nyt band, der skulle klare sig bedre end ADS. Sammen med Jesper Binzer, som han havde mødt gennem fælles venner, startede han et nyt band, der blev til D-A-D. Da D-A-D startede hed de Disneyland After Dark, og Stig delte forsangerrollen med Jesper Binzer – Det kan høres på de to første plader Call of the Wild og D.A.D. Draws a Circle – På numre som "Jonnie", "I'd Rather Live than Die" og "Black Crickets". I dag synger han stadig på sange som "Ridin' with Sue", "Jackie O'" og klassikeren "It's After Dark" hvor han deler vokalen med Binzer. Efter No Fuel Left for the Pilgrims overtog Jesper Binzer dog helt og holdent rollen som frontmand.
Han er kendt som tekstforfatter og bidrager med mange one-liners i sangskrivningsprocessen - blandt andet var det Stig Pedersen der var ophavsmand til D-A-D-nummeret "Sleeping My Day Away". Han har også været med til at skrive og komponere det specielle og anerkendte nummer "Something Good" sammen med Jesper Binzer og Jacob Binzer.
Han er venstrehåndet og må derfor spille på venstrehånds basser. Da han oftest bruger A og E strengene, har han kun de to strenge på de specieldesignede basser, han spiller på. I sangen D-Law fra Riskin' It All omtales han således: "He's got a one track mind and a two stringed bass" (han har et ensporet sind og en tostrenget bas). Han er kendt for at have en række meget alternative basser, der er udformet som bl.a. en oliven, en flyvemaskine, en raket, et ko-hoved og en iPhone lavet af et fladskærms-tv, som filmer publikum, en gennemsigtig bas og én bemalet som mågestellet. Han basser koster mange tusinde kroner at få fremstillet. Derudover er han normalt iført flamboyante scenekostumer i en eller anden form, og har bl.a. optrådt som conquistador, romer, astronaut og i stramtsiddende sølv spandex.
I 2005 bragte musikmagasinet GAFFA en aprilsnar om at Pedersen forlod D-A-D, og at han sandsynligvis blev erstattet med Wili Jønsson.
Pedersen har også haft et hobbyband kaldet Hellbetty.

## Kontroverser
I 1997 kom Pedersen op at slås med Thomas Helmig under en fest, angiveligt over Renée Toft Simonsen. Helmig og Pedersen blev senere venner.

## Diskografi
Med D-A-D
- Call of the Wild (Mega, 1986)
- D.A.D. Draws a Circle (Mega, 1987)
- No Fuel Left for the Pilgrims (Medley, 1989)
- Riskin' It All (Medley, 1991)
- Helpyourselfish (Medley, 1995)
- Simpatico (Medley, 1997)
- Everything Glows (Medley, 2000)
- Soft Dogs (Medley, 2002)
- Scare Yourself (EMI, 2005)
- Monster Philosophy (EMI, 2008)
- DIC.NII.LAN.DAFT.ERD.ARK (Mermaid, 2011)
- A Prayer for the Loud (Mermaid, 2019)
- Speed of Darkness (2024)

## Galleri
- Pedersen med en bas udformet som en raket
- Pedersen med en bas udformet som en flyvemaskine og et jernkors
- Pedersen udklædt som conquistador med en gennemsigtig bas
- Pedersen med en "omvendt" bas